# Julius Epstein
Julius Epstein (Zagreb, Àustria-Hongria, 7 d'agost de 1832 - Viena, 3 de març de 1926) fou un pianista austríac.
Estudià piano amb Anton Halm i composició amb Johann Rufinatscha, i assolí un excel·lent nom com a professor de piano, i des del 1867 a 1901 fou professor del Conservatori de Viena. D'entre els seus alumnes figuren Josef Zohrer, Marcela Sembrich, Elisabeth von Herzogenberg, Hugo Reinhold i Bertha von Brukenthal.